# Eurocode (Medizin)
Eurocode IBLS (Eurocode International Blood Labeling System) ist die Bezeichnung eines europäischen Standards zur Klassifizierung und Identitätssicherung für Blutkonserven und Gewebezubereitungen. Die Einführung der neuen Produktkennzeichnung erfolgt in Umsetzung der Richtlinie 2002/98/EG des europäischen Parlamentes und des Rates, in der alle Mitgliedsstaaten der Europäischen Union verpflichtet wurden, ein einheitliches Kennzeichnungssystem für Blutprodukte einzuführen.

## Geschichte
Der Eurocode IBLS ist ein normgerechtes Prüfzeichen für Blutkonservennummern nach ISO/IEC 7064. Seine Einführung erfolgte im Jahre 1998 auf Empfehlung der Deutschen Gesellschaft für Transfusionsmedizin und Immunhämatologie (DGTI). Im Jahre 2007 wurde vom Arbeitskreis Blut (AK Blut) für die Verwendung des Eurocodes geworben. In einen seiner Voten in Deutschland gilt diese Kodifizierung für zelluläre Blutprodukte für das gesamte Staatsgebiet seit dem Jahre 2009.

## Anwendung
Nach diesem Standard wird jedem zur Transfusion bestimmten Präparat eine eindeutige Nummer zugewiesen. Diese setzt sich aus einem internationalen und einem nationalen Teil zusammen. Der nationale Teil setzt sich in den meisten Ländern außerdem aus Institutskennzeichnung und institutsinterner Konservennummer zusammen. Zudem enthält die Nummer eine Prüfziffer. Bei der Herstellung der Blutkonserve (Blutspende) wird eine herstellerinterne Konserven-Seriennummer (die UPN-Unique Product Identification Number) vergeben. Dieser Vorgang erfolgt in Eigenverantwortung der Bluthersteller. Hierdurch kommt es zu einer eindeutigen Identifizierung der Konserve innerhalb der Produktion. Der Code soll sicherstellen, dass jederzeit nachvollziehbar ist, von welchem Institut die Blutkonserve aufbereitet und ausgegeben wurde.